# Guardia nazionale dell'Arabia Saudita
La Guardia nazionale dell'Arabia Saudita (in arabo: الحرس الوطني, al-Haras al-Watani, nota anche come Armata Bianca) è la sesta forza armata del Regno dell'Arabia Saudita. La Guardia nazionale è sotto il controllo amministrativo del Ministero della Guardia nazionale e non del Ministero della Difesa. L'attuale ministro è il principe Mut'ib bin 'Abd Allah Al Sa'ud, nominato dal re Abd Allah il 27 maggio 2013. A differenza dall'esercito saudita, è forgiata da elementi tribali fedeli alla dinastia saudita con il compito di proteggere la famiglia reale da pericoli interni come un colpo di Stato.

## Storia
La Guardia Nazionale dell'Arabia Saudita è stata istituita sulle ceneri della fratellanza militare degli Ikhwan, l'esercito tribale di re Abd al-Aziz. Gli Ikhwan avevano aiutato il sovrano a conquistare la penisola arabica e a sconfiggere l'Impero ottomano nella prima guerra mondiale. Tuttavia, gli appartenenti alla fratellanza hanno commesso molti eccessi e atrocità non solo sui turchi ma anche sugli arabi. I vari gruppi tribali degli Ikhwan avevano la tendenza di agire da soli e quindi era necessario un controllo più centralizzato. La Guardia Nazionale ha acquisito il suo soprannome di "Armata Bianca" durante questo periodo a causa del fatto che gli appartenenti indossavano gli abiti tradizionali arabi, invece delle uniformi militari di foggia occidentale. Nel 1954 l'ufficio della jihad e dei ujahidin è stato trasformato nella moderna Guardia Nazionale.
Nel 1975 la formazione della Guardia Nazionale è diventata responsabilità della società militare privata americana Vinnell Corporation. Circa mille veterani del Vietnam sono stati inizialmente reclutati per servire nel programma di formazione a lungo termine progettato per convertire la guardia in una cellulare e incisiva forza di contro-insurrezione per rinforzare l'esercito regolare, se necessario.
Sono state costruite ampie infrastrutture militari per garantire il comfort e il benessere delle unità della Guardia Nazionale. I loro principali acquartieramenti erano l'oasi di Al-Hasa vicino ad Hofuf e le principali installazioni petrolifere della provincia di al-Sharqiyya e della provincia di al-Qasim nel Najd, in una zona dove sono stati reclutati molti degli elementi tribali e dove è stata condotta la maggior parte della formazione. Un nuovo grande progetto di edilizia abitativa per il personale della forza armata, con scuole associate, negozi e moschee, è stato costruito vicino a Riyad, comprendente anche il sito dell'Accademia militare della guardia, il Collegio Militare Re Khalid. Altre città militari della Guardia Nazionale si trovavano a Ta'if, Dammam e Jeddah, mentre un nuovo complesso è stato costruito nel quartier generale di Riyad nei primi anni '80.
Nel corso degli anni '50 e dei primi anni '60, l'esercito regolare e la guardia nazionale, erano piccoli e con una forza approssimativamente uguale. La guardia ha sofferto quando è stata data priorità all'espansione dell'esercito, ma nel 1970 è stata convertita in una forza meccanizzata con l'aiuto di consiglieri militari statunitensi. Inizialmente composto da quattro battaglioni ad armi combinate, la componente attiva è stata ampliata nel 1992 con due brigate meccanizzate, ognuna con quattro battaglioni di fanteria, un battaglione di artiglieria e di ingegneria. La mobilità della guardia sul terreno desertico era assicurata da 1100 carri armati V-100/300 Commando. la potenza di fuoco veniva da obici trainati di 105 millimetri e 155 millimetri.
La seconda componente della guardia nazionale, costituita da battaglioni tribali sotto il comando di sceicchi locali, è stata organizzata in quattro brigate di fanteria. Questi uomini, spesso figli di capi locali o di veterani delle forze originarie Ikhwan, venivano stipendiati mensilmente. Essi sono stati armati con fucili obsoleti, anche se molti avevano acquistato singolarmente AK-47 e altre armi automatiche. Sebbene non fossero né particolarmente ben addestrati né ben attrezzati, si poteva contare su di loro, se chiamati al servizio, in quanto erano fedeli alla famiglia reale. La loro iscrizione nella guardia era in gran parte un mezzo per rafforzare le sovvenzioni versate agli sceicchi locali e per mantenere il sostegno della loro tribù.
La guardia nazionale è stato rapidamente distribuita nelle zone di frontiera dopo l'invasione irachena del Kuwait del 1990 ed è stata attivamente impegnata nella guerra del Golfo, in particolare nei combattimenti per riprendere la città di Khafji. Dopo la fine della guerra, è stato segnalato che era previsto un allargamento della guardia nazionale a undici o dodici brigate attive. Inoltre, i Commandos, ormai obsoleti, sono stati sostituiti da più di mille LAV III a otto ruote, prodotti da General Motors in Canada. I LAV dovevano essere montati con una varietà di armamenti, come un cannone automatico da 25 millimetri, grandi cannoni di calibro 90 mm, e lanciamissili TOW.

## Organizzazione
La Guardia Nazionale dell'Arabia Saudita ha una forza permanente di 104 000 soldati e una milizia tribale di 25 000 uomini. Serve sia come forza di difesa contro gli attacchi esterni, ma anche come forza di sicurezza contro le minacce interne. I suoi compiti includono la protezione della famiglia reale, la difesa da colpi di stato, la guardia di strutture e risorse strategiche e il garantire la sicurezza delle città di La Mecca e Medina. Riferisce direttamente al re attraverso il Ministro della Guardia Nazionale, e quindi a differenza del resto delle forze armate saudite non è sotto il controllo del Ministero della Difesa; dunque la sua struttura di comando e la rete di comunicazione sono separati.
Il suo personale è tratto dalle tribù storicamente leali al Re e alla famiglia reale, i cui membri di alto rango sono sempre nominati ufficiali. È stata descritta da Sandra Mackey come un istituto che "lega le tribù alla Casa di Sa'ud". Le reclute devono rispondere anche a requisiti stabiliti dall'establishment religioso wahabita. Si differenzia dalla esercito anche in quanto i comandanti delle unità (ad esempio dei battaglioni) "sono in gran parte costituiti da cugini tribali, il che rende i dirigenti e i loro seguaci meno sensibili alle idee sovversive e alle ideologie straniere."
Secondo il giornalista John R. Bradley, si tratta di "uno degli eserciti meglio addestrato e attrezzati in tutto il mondo." La forza è stato ampiamente riorganizzato e riqualificato dalla Vinnell Corporation (con oltre un migliaio di veterani della Guerra del Vietnam) nel 1980 ed ha garantito buone prestazione nella guerra del Golfo soprattutto nella battaglia di Khafji. Il supporto americano a questa forza armata è stata garantita sia da appaltatori privati e che dalla United States Army.

## Comando
Le comunicazioni e la catena di comando della Guardia Nazionale si sono mantenute in una rete separata dagli altri canali militari regolari con un membro anziano della famiglia reale a capo. Re Abd Allah è rimasto al vertice di questa forza per quasi mezzo secolo, dal 1962 al 17 novembre 2010, quando ha nominato suo figlio, il principe Mutaib, nuovo comandante. Inoltre, tre dei suoi figli detengono posizioni elevate all'interno dell'organizzazione. Fino al 2010 il vice comandante era il principe Badr. Il suo quartiere generale, a Riyad, controlla direttamente i tre settori regionali, le strutture di formazione e i quattro battaglioni della Brigata Meccanizzata Re Abd al-Aziz.
I tre settori regionali (orientale, centrale e occidentale) comandano una o più brigate meccanizzate o motorizzati, forze di sicurezza indipendenti e di polizia militare e battaglioni logistici, ma anche i battaglioni irregolari fowj.

## Struttura
La Guardia Nazionale è stata ristrutturata con l'aiuto della Vinnell Corporation in una forza meccanizzata leggera dotata di oltre un migliaio mezzi corazzati V-100/300 Commando (da sostituire con LAV-25). La sua forza mobile è costituita da tre brigate meccanizzate e cinque brigate di fanteria motorizzata. La milizia di parte è costituita da circa 24 battaglioni di guerrieri tribali fowj.

## Compiti
Attualmente i compiti della Guardia Nazionale sono:
- difendere il territorio, le frontiere e la santità del Regno dell'Arabia Saudita;
- mantenere la sicurezza interna e la stabilità;
- proteggere gli impianti strategici di importanza e vitale;
- tutelare la sicurezza dei pellegrini e dei luoghi santi della Mecca e di Medina;
- partecipare a operazioni di protezione civile in caso di emergenze, guerre, catastrofi naturali e artificiali e disastri radiologici e nucleari;
- partecipare al trattamento dei sequestri nel Regno dell'Arabia Saudita;
- garantire la sicurezza agli eventi e alle cerimonie ufficiali di Stato;
- fornire supporto sanitario in caso di emergenza, guerra e pericolo per l'ambiente;
- contribuire alla sicurezza e al sostegno religioso, culturale, educativo, alla consapevolezza della salute e dei media e alla conservazione del patrimonio nazionale;
- contribuire alla riduzione della diffusione delle droghe;
- contribuire ai piani generali di sviluppo della patria e del cittadino;
- cooperare con gli organismi ufficiali per interesse pubblico.

## Uniformi
Le uniformi indossate dal personale sono strettamente modellati sulle divise inglesi e statunitensi che hanno avuto influenza nel corso del loro sviluppo iniziale. I colori più comuni delle uniformi erano il cachi e il verde oliva. Gli ufficiali avevano uniformi da campo per le varie funzioni e altre per le occasioni formali. Tutto il personale indossava berretti, quelli degli ufficiali avevano anche la visiera. Nelle versioni moderne il personale indossa un berretto rosso. Molti soldati vestono per l'uso quotidiano la Desert Camouflage Uniform (DCU), utilizzata in Iraq e in altre regioni desertiche di tutto di Medio Oriente e Nord Africa. Alcune unità indossano ancora l'American Uniform Desert Battle Dress e una variazione di colore grigio saudita. i militari spesso indossavano il tradizionale kefiah, un copricapo arabo, a scacchi rossi e bianchi. Le unità tribali spesso indossano il thawb con bandoliere incrociate.

## Attrezzatura
La Guardia Nazionale, per tradizione, utilizza attrezzature non impiegate dai militari regolari, non possiede alcun tipo carri armati, ma ha diverse migliaia di mezzi corazzati e veicoli per trasporto truppe. Possiede elicotteri e aerei leggeri e altri tipi di attrezzature militari tra cui mezzi l'artiglieria.
Nel 2001, è stato firmato un contratto di 2,2 miliardi di dollari per l'acquisto di 724 mezzi corazzati di trasporto truppe LAV‑II 8×8 in dieci varietà diverse.
Nel mese di dicembre 2012, la forza armata ha ordinato 68 Multi-Purpose Combat Vehicle (MPCV), veicoli di difesa aerea di produzione francese.
| Modello                    | Immagine                | Origine                 | Versione                | Quantità                | Dettagli                              |
| Armi di piccolo calibro    | Armi di piccolo calibro | Armi di piccolo calibro | Armi di piccolo calibro | Armi di piccolo calibro | Armi di piccolo calibro               |
| -------------------------- | ----------------------- | ----------------------- | ----------------------- | ----------------------- | ------------------------------------- |
| FN Five-seveN              |                         | Belgio                  |                         |                         |                                       |
| AK-47                      |                         | Russia                  |                         |                         |                                       |
| H&K G36                    |                         | Germania                |                         |                         |                                       |
| FN FAL                     |                         | Belgio                  |                         |                         | Utilizzato per scopi cerimoniali.     |
| FN F2000                   |                         | Belgio                  |                         |                         |                                       |
| FN P90                     |                         | Belgio                  |                         |                         |                                       |
| H&K MP5                    |                         | Germania                |                         |                         |                                       |
| FN Minimi                  |                         | Belgio                  |                         |                         |                                       |
| FN MAG                     |                         | Belgio                  |                         |                         |                                       |
| Esplosivi e armi anticarro |                         |                         |                         |                         |                                       |
| RPG-7                      |                         | Russia                  |                         |                         |                                       |
| FN GL1                     |                         | Belgio                  |                         |                         |                                       |
| Mk 19                      |                         | Stati Uniti             |                         |                         |                                       |
| Veicoli trasporto truppe   |                         |                         |                         |                         |                                       |
| LAV-III                    |                         | Canada                  |                         | 19                      |                                       |
| Al-Fahd                    |                         | Arabia Saudita          |                         | 100                     |                                       |
| Piranha II                 |                         | Svizzera                |                         | 1117                    | 172 o più in fase di ordinazione.     |
| EE-11 Urutu                |                         | Brasile                 |                         | 20                      |                                       |
| Al-Naif                    |                         | Arabia Saudita          |                         |                         |                                       |
| Artiglieria                |                         |                         |                         |                         |                                       |
| CAESAR                     |                         | Francia                 |                         | 100                     | i primi sono stati ricevuti nel 2010. |
| Armi contraeree            |                         |                         |                         |                         |                                       |
| MCPV                       |                         | Francia                 |                         | 0 (+68)                 |                                       |

## Mezzi Aerei
Sezione aggiornata annualmente in base al World Air Force di Flightglobal del corrente anno. Tale dossier non contempla UAV, aerei da trasporto VIP ed eventuali incidenti accorsi durante l'anno della sua pubblicazione. Modifiche giornaliere o mensili che potrebbero portare a discordanze nel tipo di modelli in servizio e nel loro numero rispetto a WAF, vengono apportate in base a siti specializzati, periodici mensili e bimestrali. Tali modifiche vengono apportate onde rendere quanto più aggiornata la tabella.
| Aeromobile                    | Origine     | Tipo                         | Versione (denominazione locale) | In servizio (2024) | Note | Immagine |
| Elicotteri                    |             |                              |                                 |                    | |          |
| Sikorsky UH-60 Black Hawk     | Stati Uniti | elicottero utility           | UH-60LUH-60MHH-60M              | 24                 | 24 UH-60M ordinati nel 2014. 40 UH-60M e 75 HH-60M Medical Hawk (MEDEVAC) Black Hawks ordinati a giugno 2017 ed il contratto avrà una durata di cinque anni fino al 30 giugno 2022. |          |
| Boeing AH-6                   | Stati Uniti | elicottero d'attacco leggero | AH-6i                           | 35                 | 24 AH-6i ordinati ad agosto 2014. Un esemplare è precipitato durante una missione di addestramento il 6 settembre 2018, portando il numero degli esemplari in servizio a 35.(2020)  |          |
| Boeing AH-64E Apache Guardian | Stati Uniti | elicottero d'attacco         | AH-64E                          | 12                 | 12 AH-64E ordinati. |          |

## Gradi

### Ufficiali
- Generale (in arabo: فريق أول, fariq awwal)
- Tenente generale (in arabo: فريق, fariq)
- Maggior generale (in arabo: لواء, liwa)
- Generale di brigata (in arabo: عميد, 'amid)
- Colonnello (in arabo: عقيد, 'Aqid)
- Tenente colonnello (in arabo: مقدم, muqaddam)
- Maggiore (in arabo: رائد, ra'id)
- Capitano (in arabo: نقيب, naqib)
- Tenente (in arabo: ملازم أول, mulazim awwal)
- Sottotenente (in arabo: ملازم, mulazim)

### Truppa
- Sergente maggiore (in arabo: رئيس رقباء, ra'ís ruquba)
- Sergente capo (in arabo: رقيب أول, raqib awwal)
- Sergente di squadra (in arabo: رقيب, raqib)
- Sergente (in arabo: وكيل رقيب, wakil raqib)
- Caporale (in arabo: عريف, a'rif)
- Primo soldato (in arabo: جندي أول, jundi awwal)
- Soldato (in arabo: جندي, jundi)

## Riorganizzazione del 2013
Il 27 maggio 2013 la Guardia Nazionale è stata trasformata in corpo ministeriale. Il principe Mutʿib, fino a quel giorno comandante del corpo, è stato nominato Ministro della Guardia Nazionale.

## Cronotassi dei comandanti
- Abd Allah bin Faysal Al Sa'ud Al Farhan (1954 - 1956)
- Khalid bin Sa'ud Al Sa'ud (1956 - 1959)
- Sa'd bin Sa'ud Al Sa'ud (1959 - 1963)
- Abd Allah bin Abd al-Aziz Al Sa'ud (26 gennaio 1963 - 16 novembre 2010)
- Mut'ib bin 'Abd Allah Al Sa'ud (16 novembre 2010 - 27 maggio 2013)

## Cronotassi dei ministri
- Mut'ib bin 'Abd Allah Al Sa'ud (27 maggio 2013 - 4 novembre 2017)
- Khalid bin Ayyaf Al Sa'ud (4 novembre 2017 - 27 dicembre 2018)
- Abd Allah bin Bandar Al Sa'ud, dal 27 dicembre 2018